# Deathcry
Sharra Neramani, alias Deathcry est une super-héroïne évoluant dans l'univers Marvel de la maison d'édition Marvel Comics. Créé par le scénariste Bob Harras et le dessinateur Steve Epting, le personnage de fiction apparaît pour la première fois dans le comic book Avengers #363 en juin 1993.
Femme extraterrestre de la race Shi'ar, Deathcry est la nièce de Lilandra Neramani, l'Impératrice de l'Empire Shi'ar. Il est donc possible qu'elle soit la fille de  Cal'syee Neramani (Deathbird), mais l'identité de sa mère n'est pas évoquée dans les comics.
Deathcry est un membre honoraire des Vengeurs et a participé à leurs aventures dans les années 1990. Dans les années 2000, elle apparaît dans les crossover Annihilation et Guerre du Chaos.

## Historique de la publication
Créée par le scénariste Bob Harras et le dessinateur Steve Epting, Deathcry apparaît de manière indistincte et brève pour la première fois dans le numéro 363 de la série de comic books Avengers en 1993.
La même année, dans le numéro 364, elle est entièrement représentée dans l'histoire intitulée « On l'appelle Deathcry ! ». Elle apparaît dans les numéros suivants de la série jusqu'au 367.

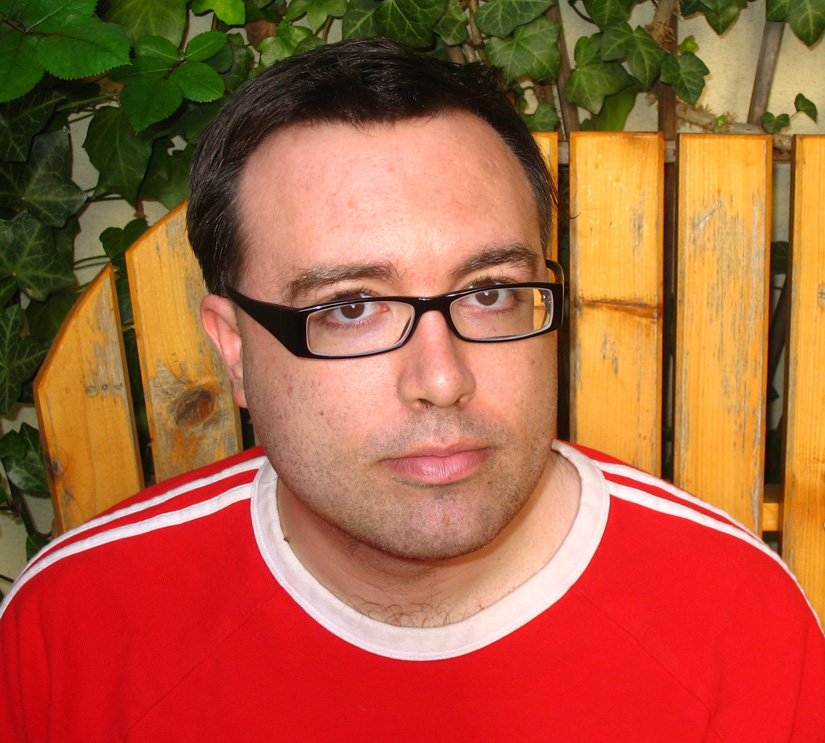
Fred Van Lente est le dernier scénariste à avoir utilisé le personnage de Deathcry.

L'année suivante, elle participe aux aventures des Vengeurs dans le one-shot Avengers Strike File et dans les numéros 372, 378 et 379 de la série Avengers. De 1994 à 1995, le personnage prend une importance dans quatre numéros de la mini-série The Vision, scénarisée par Bob Harras et dessinée par Manny Clark.
Dans les années 1995 et 1996, le personnage continue d'apparaître dans les comic books focalisés sur les Vengeurs, dans la série principale Avengers #383-386, #389-392, #394, #396, dans la mini-série Avengers Unplugged avec les numéros 2 à 5 et dans le one-shot Avengers: The Crossing. Sur la même période en tant que membre des Vengeurs, elle apparaît dans d'autres séries comme Ghost Rider #64, Captain America #444, The Incredible Hulk #434, Iron Man #323 et #326 ainsi que dans les one-shots Age of Innocence: The Rebirth of Iron Man et Incredible Hulk: Hercules Unleashed.
Il faut ensuite attendre l'année 2000 pour revoir brièvement le personnage dans Avengers #31 et Avengers/JLA #4. En 2006, elle a son propre article dans le All-New Official Handbook of the Marvel Universe A to Z (2006) #3 - Copperhead to Ethan Edwards et la Marvel Encyclopedia.
L'année suivante, elle participe au crossover Annihilation en ayant une brève apparition dans le one-shot Annihilation: Conquest Prologue et en ayant un rôle important dans Annihilation: Conquest - Starlord #1-2. Dans cette dernière mini-série scénarisée par Keith Giffen et dessinée par Timothy Green II, le personnage trouve la mort.
En 2008, le personnage a un article dans Official Handbook of the Marvel Universe A to Z (2008) HC vol. 03 - Captain (Nextwave) to Elements of Doom. En 2011, le personnage participe au cross-over Guerre du Chaos. Elle est ressuscitée avec d'autres Vengeurs dans la mini-série Chaos War: Dead Avengers #1-3, scénarisée par Fred Van Lente et dessinée par Tom Grummett.

« DeathCry était un personnage dont je ne savais rien jusqu'à ce que nous ayons commencé à parler dans la pièce de ce que nous pourrions utiliser dans la série. Elle était formidable dans Annihilation: Conquest, et c'est certainement l'incarnation du personnage que je vais utiliser. Pour moi, son vrai nom devrait être «Les années 90», parce qu'elle est le stéréotype classique de la mauvaise fille avec un clivage et une attitude de merde. C'est une Shi'ar qui peut ou peut ne pas être descendu de Deathbird, une méchante des X-Men. Donc elle est une femme, berserker, une personne oiseau avec une coiffure folle, ce qui signifie qu'elle est impressionnante. »

— Fred Van Lente, interview pour Comic Book Resources

## Biographie du personnage

### Origines
Sharra Neramani est une extraterrestre Shi'ar, espèce humanoïde ayant des ancêtres aviaires. À la différence des membres de sa race qui possède une peau dorée, la sienne est violette. Elle est la nièce de Lilandra Neramani et est élevée dans le nid Neramani. Durant sa jeunesse, elle est prise en charge par sa nourrice K'rin qui a une bonne influence sur elle alors qu'elle souffre de maltraitance physique provenant de sa mère. Elle passe du temps dans les puits d'esclaves des Rigeliens et participe à une rébellion menée par Deathbird au sein de l'Empire. Sharra Neramani est formée durant l'adolescence à devenir une guerrière de l'Empire,. Elle tue une équipière dans une taverne, à cause d'un homme qu'elles désirent toutes deux. Mise aux arrêts, elle est disgraciée et sa tante, l'Impératrice Lilandra Neramani lui retire son nom et l'envoie en exil sur Terre tout en lui donnant une mission importante.
Durant la guerre intergalactique opposant les Krees aux Shi'ars, les Vengeurs ont été pris entre deux feux. Leur intervention dans le conflit a entraîné la mort de l'Intelligence Suprême, le chef des Krees, et les Shi'ars ont remporté la guerre,. L'Impératrice Lilandra Neramani craint que des guerriers Kree viennent se venger des super-héros humains. Contre l'avis de son Lord Chambellan Aroke qui lui rappelle que Sharra Neramani est une dissidente, ancienne partisane de Deathbird, l'Impératrice ordonne à sa nièce adolescente de rejoindre les héros de la Terre pour les protéger. La jeune Shi'ar fait le serment d'obéir aux ordres et part exécuter sa mission,.

### Alliée des Vengeurs
Se faisant appeler désormais Deathcry, elle trouve les Vengeurs alors composé de Captain America, le Chevalier noir, Crystal, Hercule, Magdalene, la Veuve noire et Vision dans la Cordillère des Andes où ils viennent de combattre Proctor et ses Collecteurs.  Elle les prévient de la menace qui pèsent sur eux et ensemble ils affrontent des Sentinelles Krees, robots géants, dans les montagnes. Ils réussissent à les vaincre. Cependant Deathcry avec le Chevalier noir, Crystal et Hercule sont faits prisonniers par la Légion lunatique avec à sa tête l'amiral Kree Galen Kor. Les Krees emmènent les captifs dans leur base, une île du Pacifique Sud, où ils sont torturés. Grâce à un lien psychique entre le Chevalier noir et Circé, cette dernière peut guider Captain America, Giant-Man, la Veuve noire et Magdalene dans leur mission de sauvetage. Les Vengeurs et Deathcry réussissent à empêcher qu'une mini Nega-Bomb détruise la Terre,,.
La jeune Shi'ar reste avec les Vengeurs plusieurs mois. Elle se lie d'amitié plus particulièrement avec le demi-dieu Hercules et l'androïde Vision. Elle fait croire à tous qu'elle est une guerrière redoutable et imperturbable, mais ils finissent par découvrir qu'en réalité qu'elle est une jeune adolescente Shi'ar. Les Vengeurs la surnomme DC et elle devient un membre honoraire de l'équipe.
Dans une île proche de la côte écossaise, aidée par les Vengeurs Magdalene, Swordsman, Vision et l'amiral Shi'ar T'kyll Alabar, elle combat et tue le Mephitisoid, dangereux extraterrestre qui peut contrôler des êtres vivants grâce à ses phéromones,,. Avec les Vengeurs et Psi-Lord, un membre de la Fantastic Force, elle affronte Shatterstar / Arides, un guerrier Kree qui kidnappa les Inhumains Crystal et Devlor,. Durant une mission, elle s'occupe de la protection de civils pendant que Giant-Man, Hercule et la Vision affrontent Graviton. Plus tard, après avoir repoussé une attaque d'Immortus, Deathcry décide que les Vengeurs peuvent désormais se passer d'elle et elle repart dans l'Empire Shi'ar.

### Annihilation
Des années plus tard, Deathcry est captive des Krees dans une prison de haute sécurité. La Shi'ar et d'autres prisonniers Bug, Mantis, Captain Universe / Gabriel Vargas, Rocket Raccoon et Groot, sont sélectionnés par Star-Lord / Peter Quill pour former un commando surnommé le Suicide Pack ayant pour objectif de combattre la Phalanx. Durant une mission sur Hala, la planète natale des Krees, ils affrontent des Sentinelles Kree modifiées par la Phalanx. Sa nature de guerrière au code d'honneur strict refait surface et elle attaque son compagnon Captain Universe quand celui-ci la prive par deux fois d'un combat contre un de ses ennemis. Captain Universe, qui contrôle mal ses pouvoirs, se protège avec une boule d'énergie qui fait exploser Deathcry.

### Guerre du chaos
Lorsque le Roi du Chaos arrive sur Terre, de nombreux morts sont ramenés à la vie. Deathcry fait partie d'un groupe de Vengeurs ressuscités dirigé par Captain Mar-Vell et composé de Dr. Druid, Pourpoint Jaune / Rita DeMara, Swordman et Vision / Victor Shade. Ils doivent protéger des civils et combattre les forces du Roi du Chaos ainsi deux de ces alliés Nekra et le Moissonneur. Au départ Deathcry déclare à ses coéquipiers qu'elle est morte de manière héroïque dans une bataille. Elle avoue plus tard, au Captain Mar-Vell qu'elle a menti sur sa mort.
Lors d'un combat avec Nekra, Deathcry est assommée. Mar-Vell la sauve mais est tué par le Moissonneur. L'entité cosmique Eon apparaît sous la forme de Mar-Vell et fournit son pouvoir cosmique à Deathcry pour qu'elle devienne le nouveau protecteur de l'univers. Sharra se renomme Lifecry et retourne affronter Nekra. Les deux combattantes se rendent mutuellement hors de combat,.
Le statut actuel de Sharra Neramani est incertain, on ne sait pas si elle a survécu.

## Pouvoirs et capacités
Ayant suivi un entraînement militaire au sein de l'armée Shi'ar, Deathcry est une guerrière expérimentée rompues aux techniques de combat Shi'ar, mais également celles des Kree. Elle est notamment compétente au combat au corps à corps et à l'utilisation d'armes à feu et énergie, mais préfère se battre avec ses griffes.
Deathcry est également une pilote compétente de vaisseaux spatiaux et semble avoir un don inné pour cela. Elle affirme avoir été capable de maîtriser des techniques de pilotage dès l'âge de cinq ans.
- Deathcry est dotée d'un instinct sauvage qui ressurgit lors de ses combats et la rend redoutable.
- Bien qu'elle n'ait pas encore atteint l'âge adulte et tout le potentiel de ces capacités physiques Shi'ar, elle possède une force et une résistance à la douleur supérieures par rapport à un Shi'ar standard.
- Sa peau, qui possède une teinte violette unique, est presque invulnérable aux blessures.
- Ses griffes peuvent trancher une fine couche d'osmium.

## Apparitions dans d'autres médias
Marvel Comics n'a pas adapté le personnage de Deathcry à d'autres médias.
Il est cependant possible de la retrouver, ainsi que d'autres Vengeurs des années 1990, sous forme de figurines articulées, customisées par des fans.